# 大頭蒼脂䲁
大頭蒼脂䲁（學名：Dialommus macrocephalus），為輻鰭魚綱䲁形目脂䲁科蒼脂䲁屬的一個種，分布於中太平洋東部墨西哥下加利福尼亞半島至哥倫比亞海域，深度0至5公尺，本魚體長，頭大，有棱且扁平，眼上和頸背無觸鬚，眼表面被肉質橫條隔開，頜齒形成窄帶，牙齒位於口腔上顎中央，體深灰色，有明暗斑點，頭部微黑色；頭部、胸鰭基部和上背部有白色小斑點，背鰭硬棘22枚、背鰭軟條12-13枚、臀鰭硬棘2枚、臀鰭軟條24枚，體長可達11公分，棲息在潮間帶潮池，具有敏銳的視覺以偵測空中的獵物，以昆蟲及其他無脊椎生物為食，雌魚產附著性卵，雄魚會守護卵，幼魚為浮游性。